# 京沪高速动车组列车
京沪高速动车组列车是中国铁路运行于中华人民共和国首都北京市至直辖市、中国内地最发达的城市上海市的高速动车组列车，自2011年6月30日起开行，现合计开行41对列车。列车客运乘务由北京局集团北京客运段、天津客运段、上海局集团上海客运段、南京客运段、合肥客运段、杭州客运段、济南局集团济南客运段共同担当。

## 简介
2011年6月30日，配合京沪高速铁路开通，新增多对北京至上海的高速动车组列车，一部分为纯新增，另一部分是部分白天运行的京沪普通动车组列车转由京沪高速铁路运行。京沪高速动车组列车在运营初期，主要由和谐号CRH380A型电力动车组和和谐号CRH380B型电力动车组担当。但由于中国北车股份有限公司生产的54组CRH380BL动车组列车在京沪高速铁路开通后因质量问题被召回，因此从2011年8月开始至12月期间，CRH380A担当了全部京沪高速动车组列车的交路。
2017年6月26日，复兴号电力动车组开始担当京沪高速动车组列车。根据运行安排，在6月26日至6月30日间，复兴号动车组担当G123/156次列车和G155/G124次列车的运输任务；自同年7月1日起，有4对京沪高速列车使用复兴号动车组运行。2017年9月21日起，又有7对由复兴号担当的京沪高速动车组列车以时速350公里运行。2018年4月10日起，由复兴号担当的京沪高速动车组列车开行范围将扩大至10对，其中有2对将调整在上海站始发终到。此次调图也再一次调整列车最短运行时间，北京至上海最快4小时18分即可到达。
2018年7月1日起，长编组CR400BF-A型动车组列车首次在京沪高铁投入运行，计划每日投入运行3列。2019年1月5日，17辆编组CR400AF-B、CR400BF-B型动车组列车投入京沪高铁运营。
2021年6月25日起，京沪高速动车组列车进京达速列车进一步增加，列车时刻、车次号全部重排。同年7月1日起，CR400AF-BZ型、CR400BF-BZ型也加入京沪高铁运营。当前，京沪高速动车组列车最快速的运行车次，是中途只停南京南站的G21次，运行时间4小时18分。表定全程运行时速（含停站时间，依客运里程）约306.5公里/时；单区间（北京南站－南京南站）则为318公里/时。
2023年10月11日，全国铁路运行图调整，2对列车在南京南站至上海虹桥站间改经沪宁沿江高铁运行。
2024年6月15日，全国铁路运行图调整，途径京沪高铁的G3/G26次、G325/G324次、G209/G206次、G8901/G8902次列车始发站由北京南站延长至北京站，同时部分列车开始使用在17号车厢配备“优选一等座”的CR400AF-BS或CR400BF-BS型动车组。

## 车次
京沪高速动车组列车根据不同地区、不同客流的需求制订了如下的车次，分上下行（奇数车次和偶数车次）。其中北京至上海开行42列，上海至北京开行40列。其中G1-3、G5-28次为大站快车，G101-107、109-114、116-119、121-125、127-150、152-154、156、157、159-162次为常规车。

## 使用列车
目前京沪高速动车组列车主要使用CR400AF、CR400AF-A、CR400AF-B、CR400AF-BZ、CR400AF-BS、CR400BF、CR400BF-A、CR400BF-B、CR400BF-BZ、CR400BF-BS、CR400BF-Z、CR400BF-G、CRH380B、CRH380BL、CRH380CL等列车，其中大部分为大编组列车。

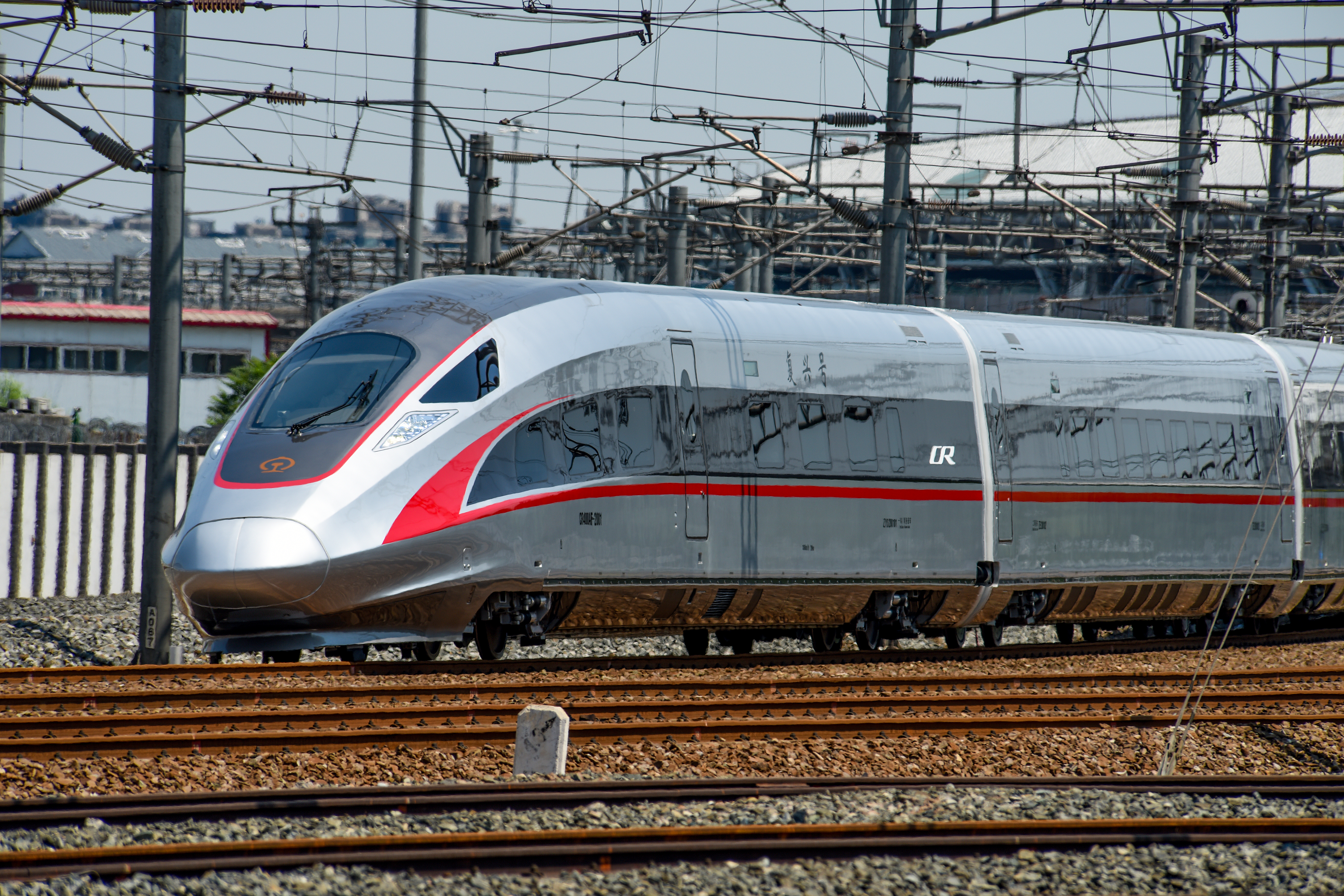
首班由CR400AF担当的G123次列车驶出北京南站（2017年6月26日）
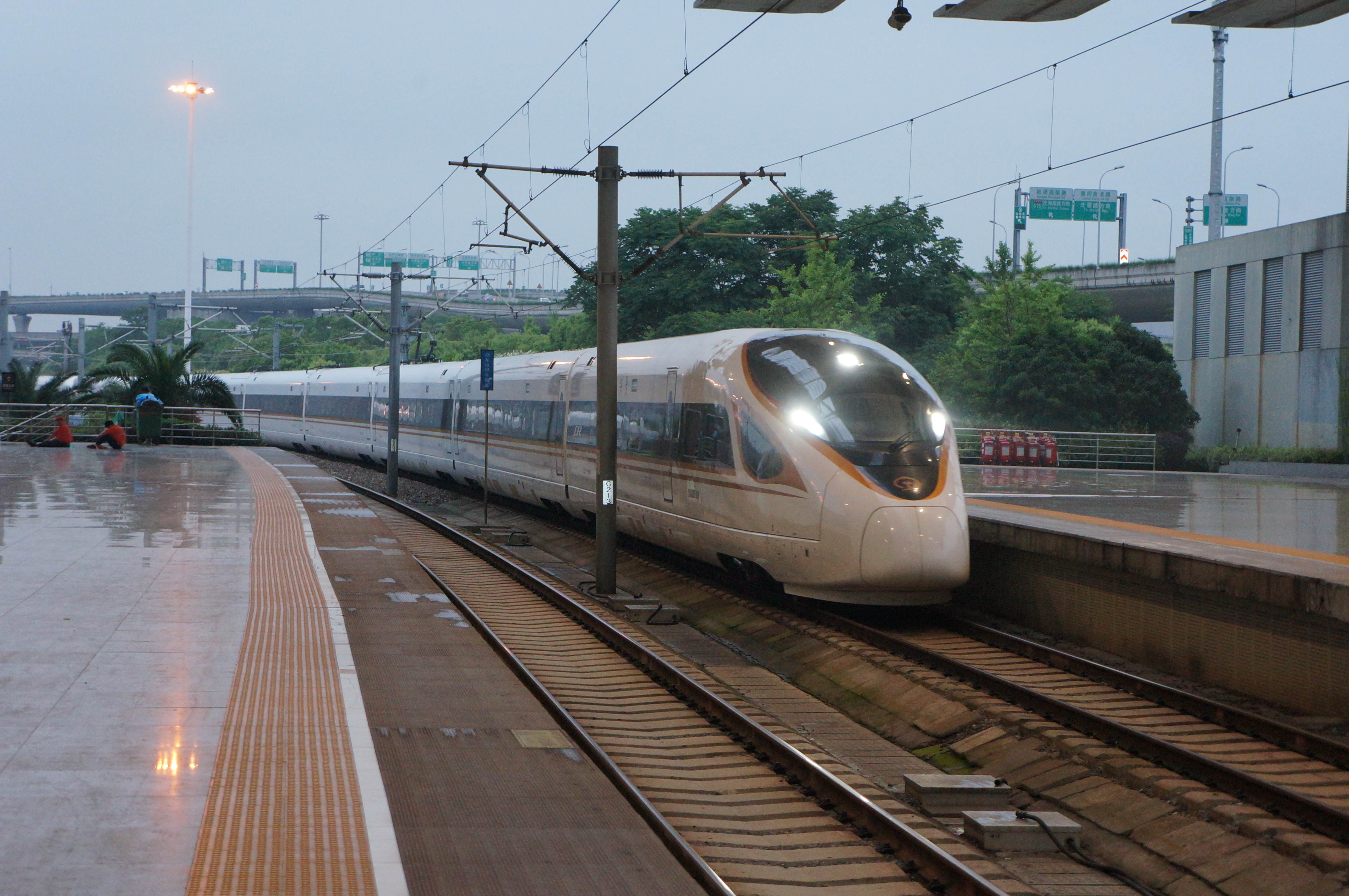
CR400BF担当的G3次列车抵达上海虹桥站
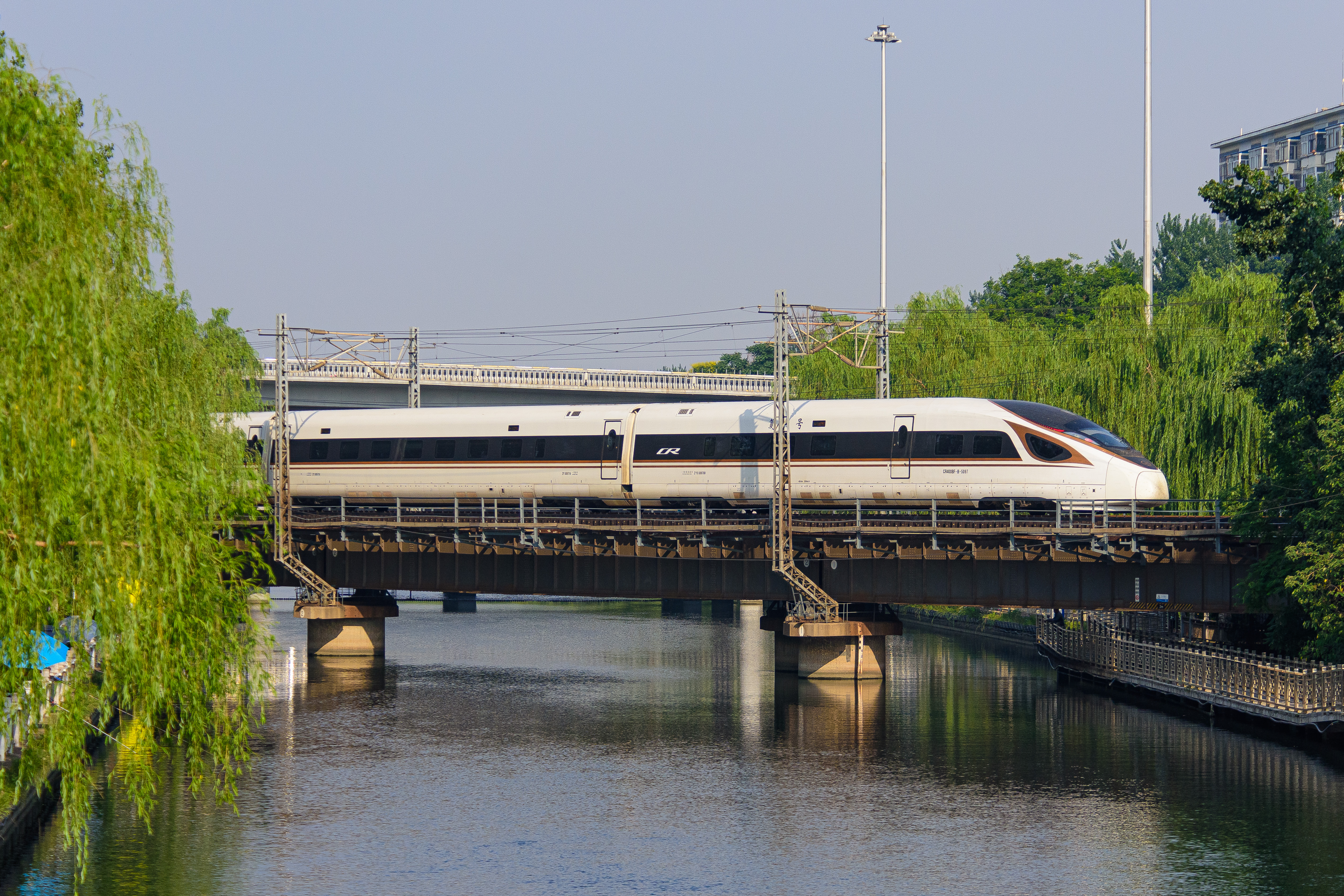
上海局CR400BF-B担当、北京站始发的G3次列车驶经京沪铁路玉蜓桥
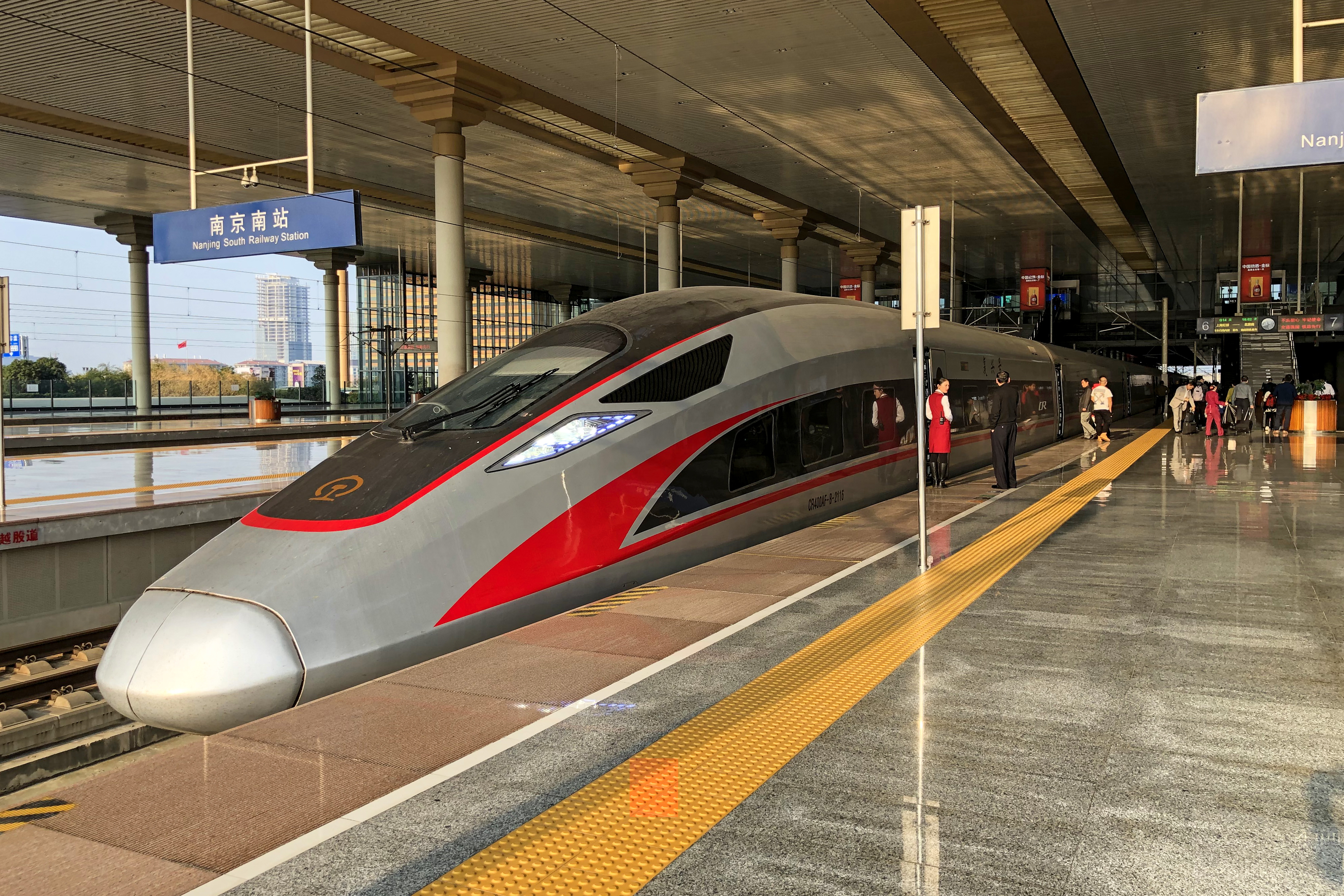
北京局CR400AF-B担当的G14次列车停靠在南京南站6站台
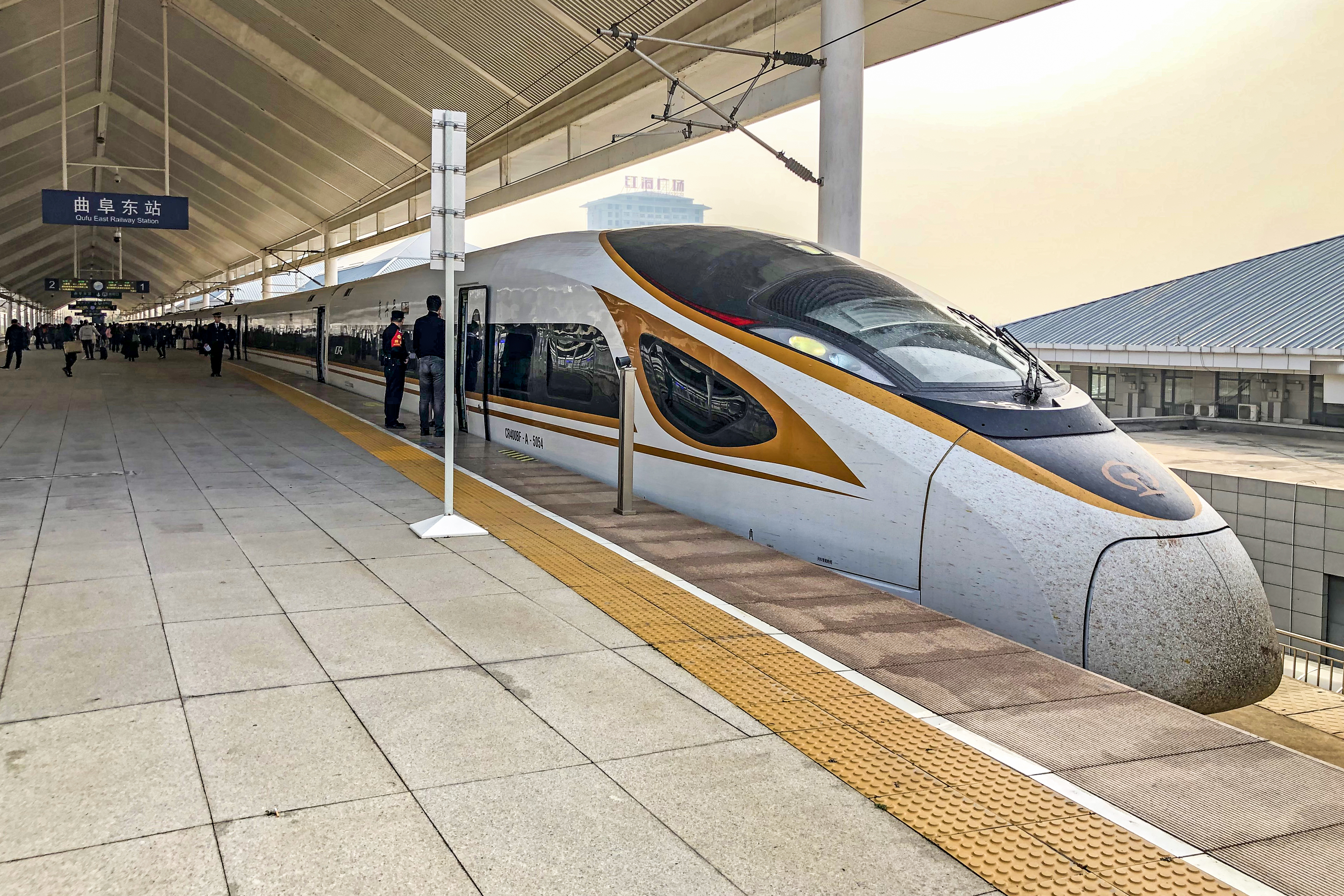
CR400BF-A担当的G124次列车于曲阜东站
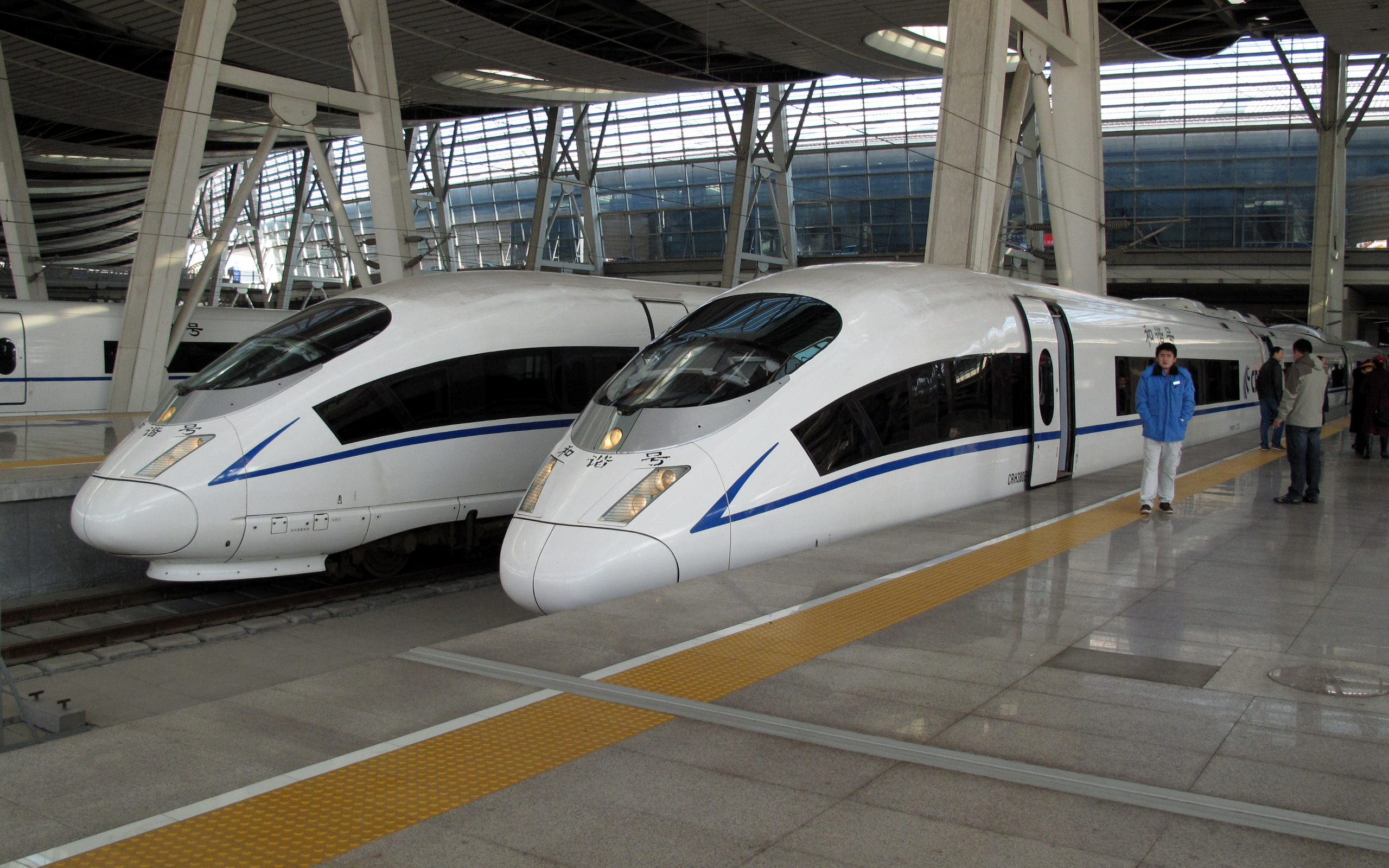
2012年11月，运用于京沪高速动车组列车的CRH380BL停靠站在北京南站待发
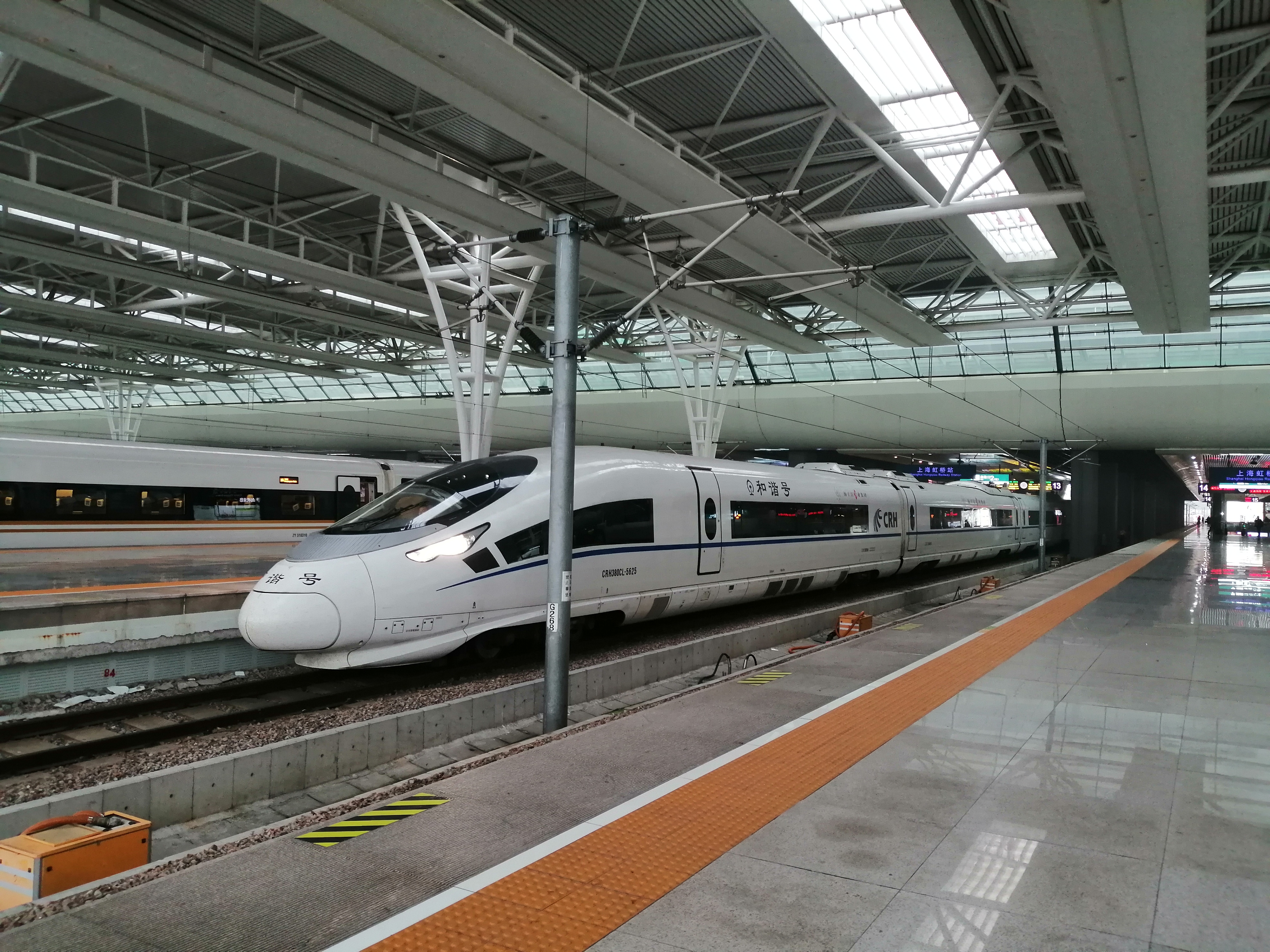
2019年12月，CRH380CL担当的G106次列车在上海虹桥站待发
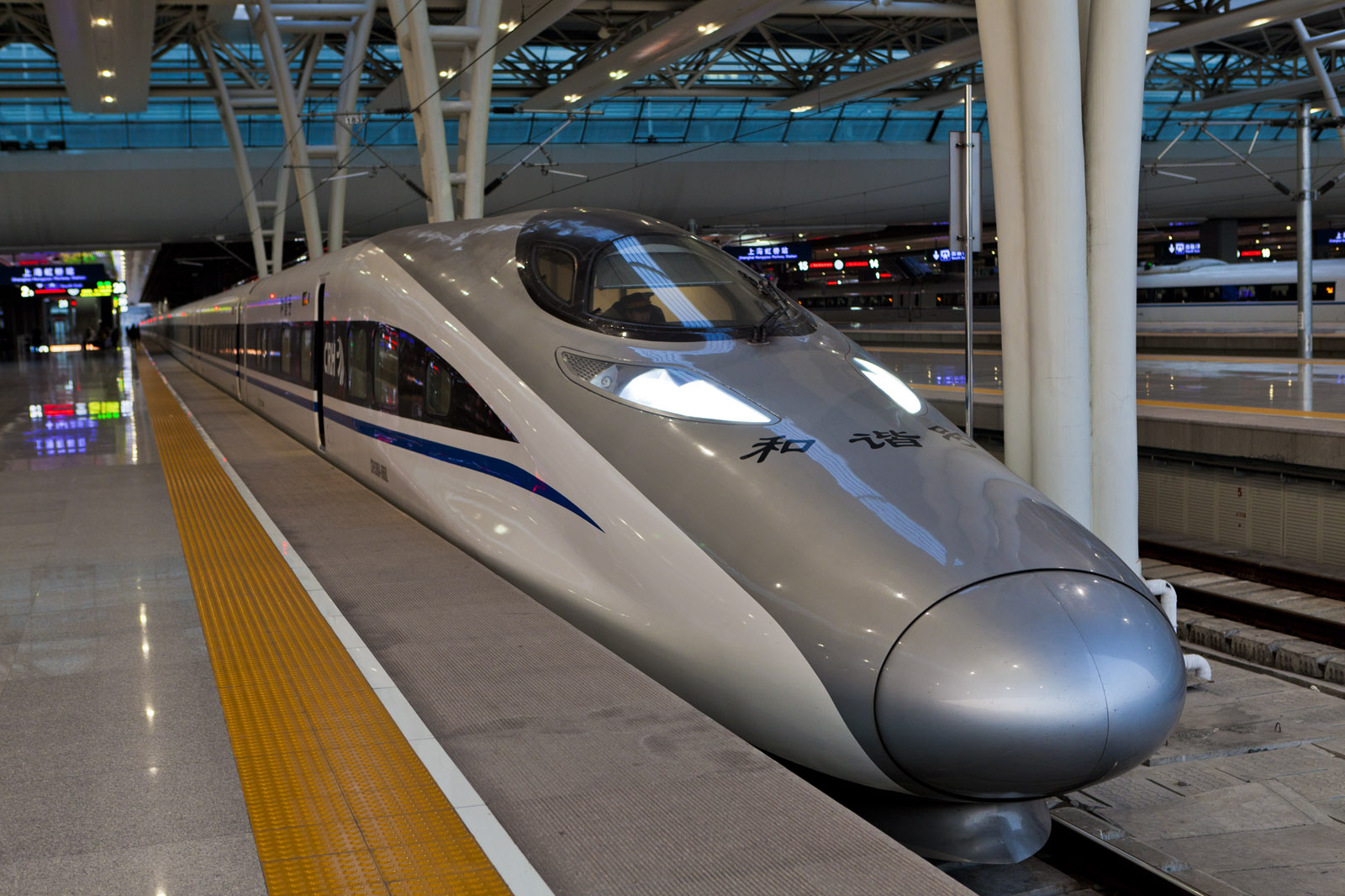
京沪高速动车组列车曾经使用CRH380A担当，现CRH380AL偶尔会担当京沪高速动车组列车的交路
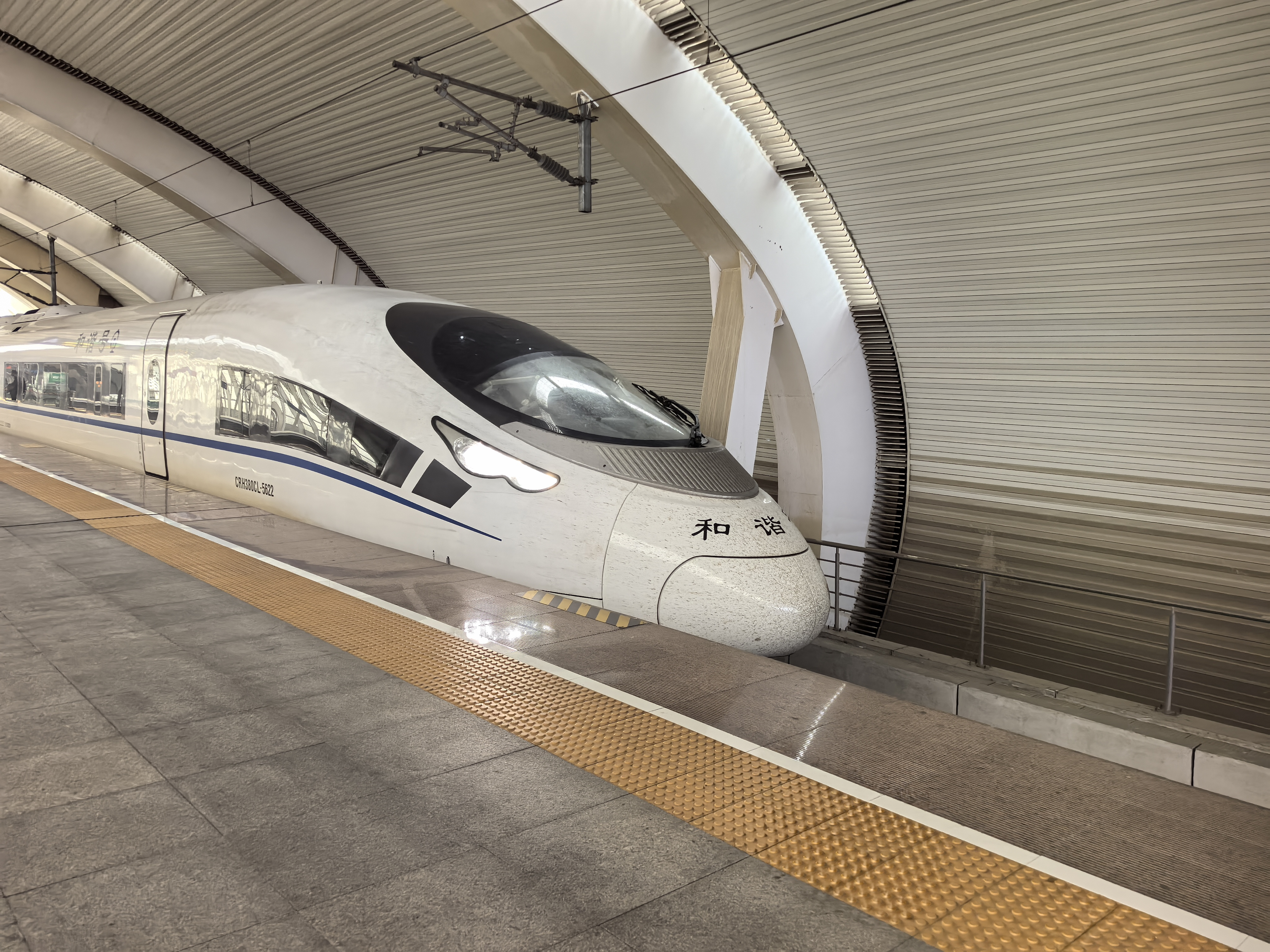
CRH380CL担当的G135次列车驶入常州北站
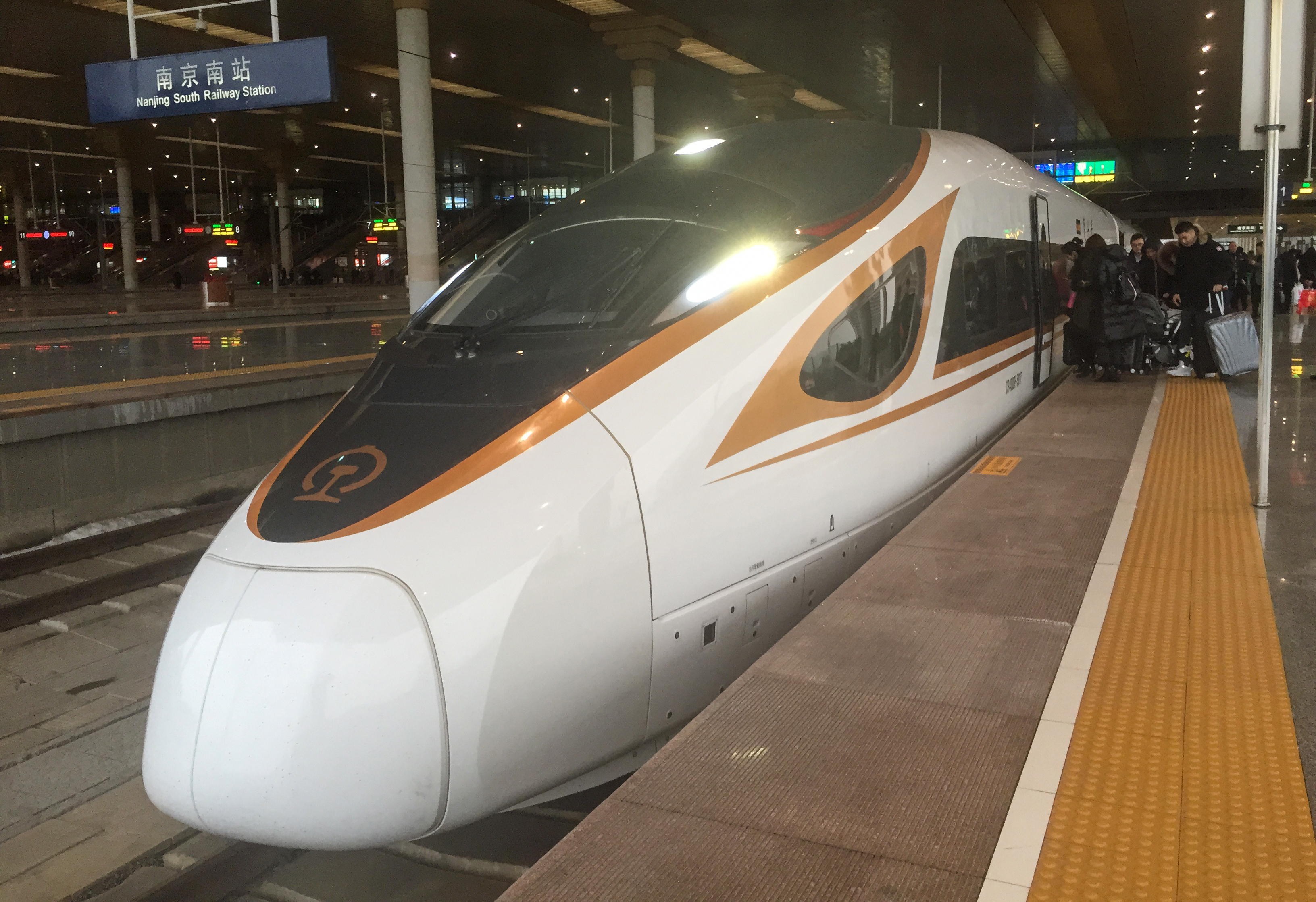
G3次列车停靠南京南站
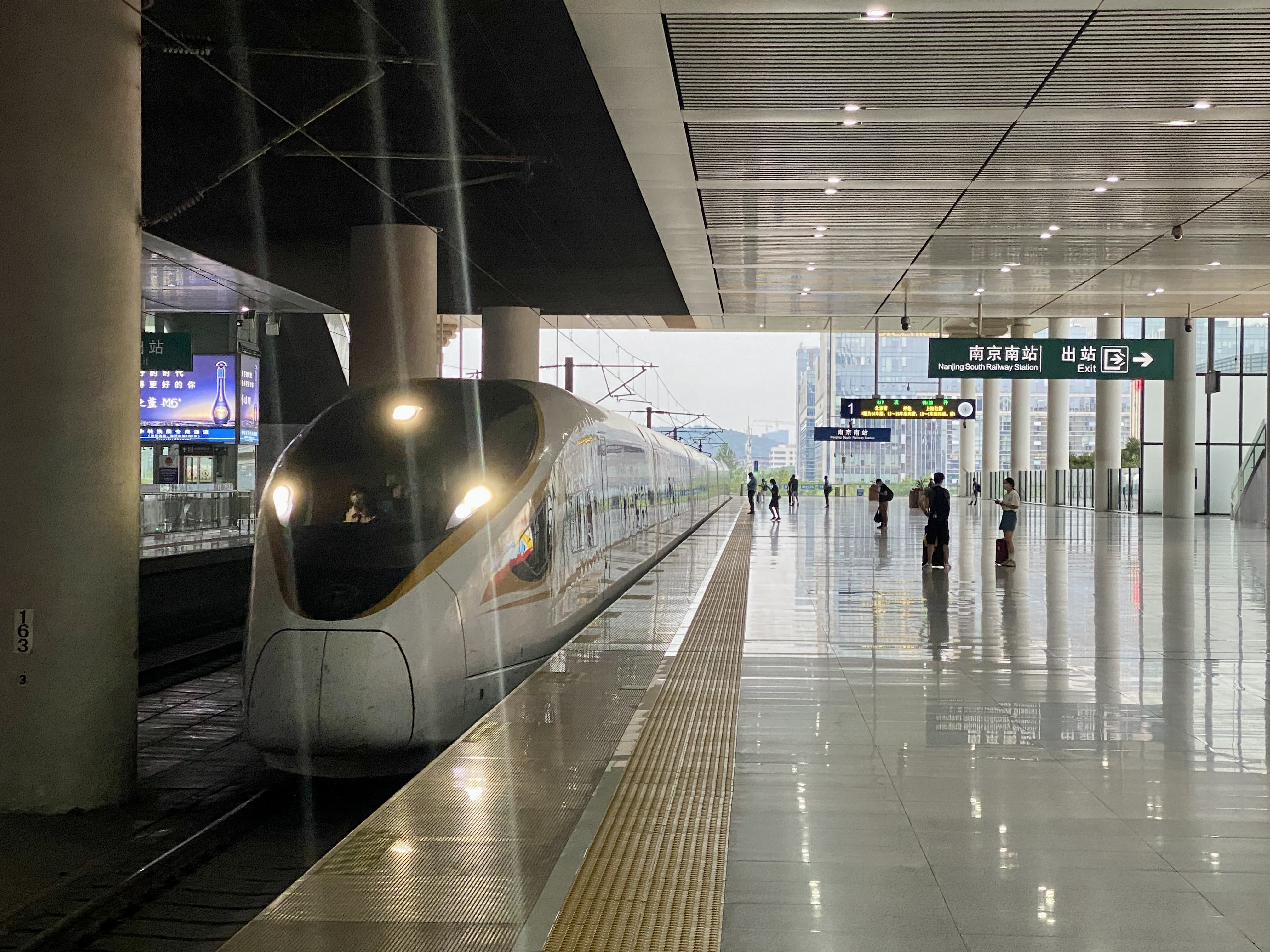
G17次列车驶入南京南站
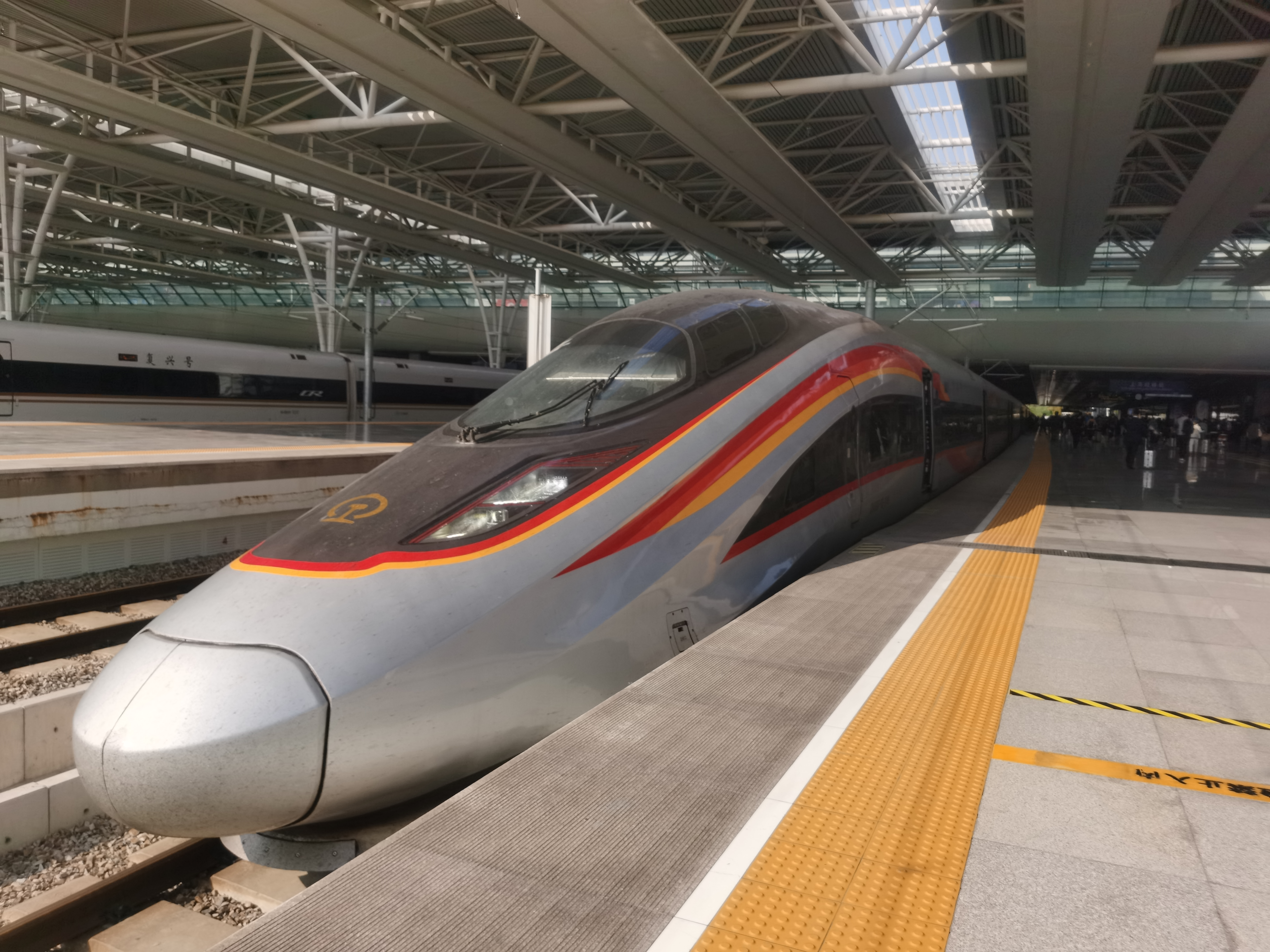
CR400AF-BZ担当的G5次列车抵达上海虹桥站1号站台
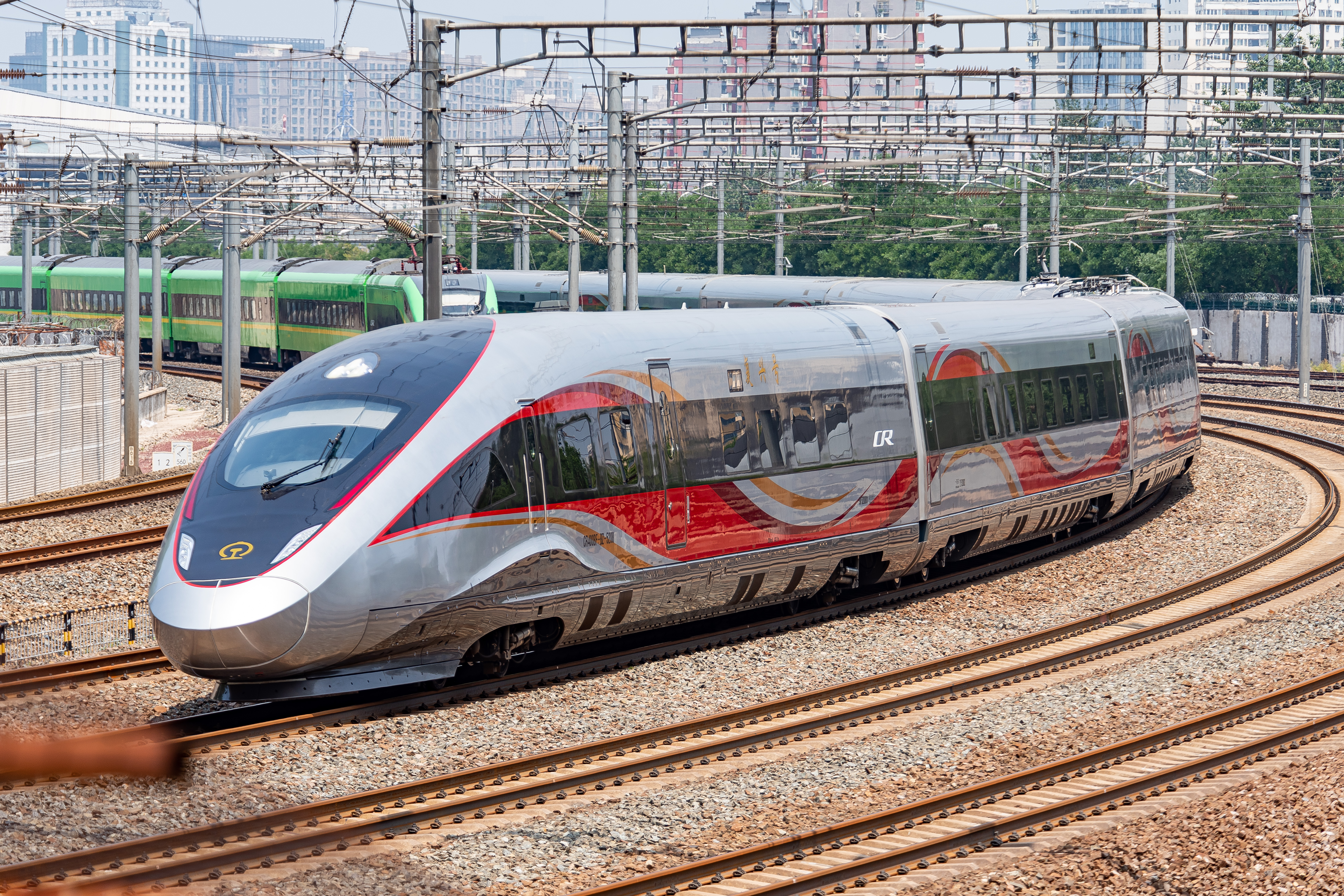
使用CR400BF-BZ、开往上海站的G13次列车驶出北京南站
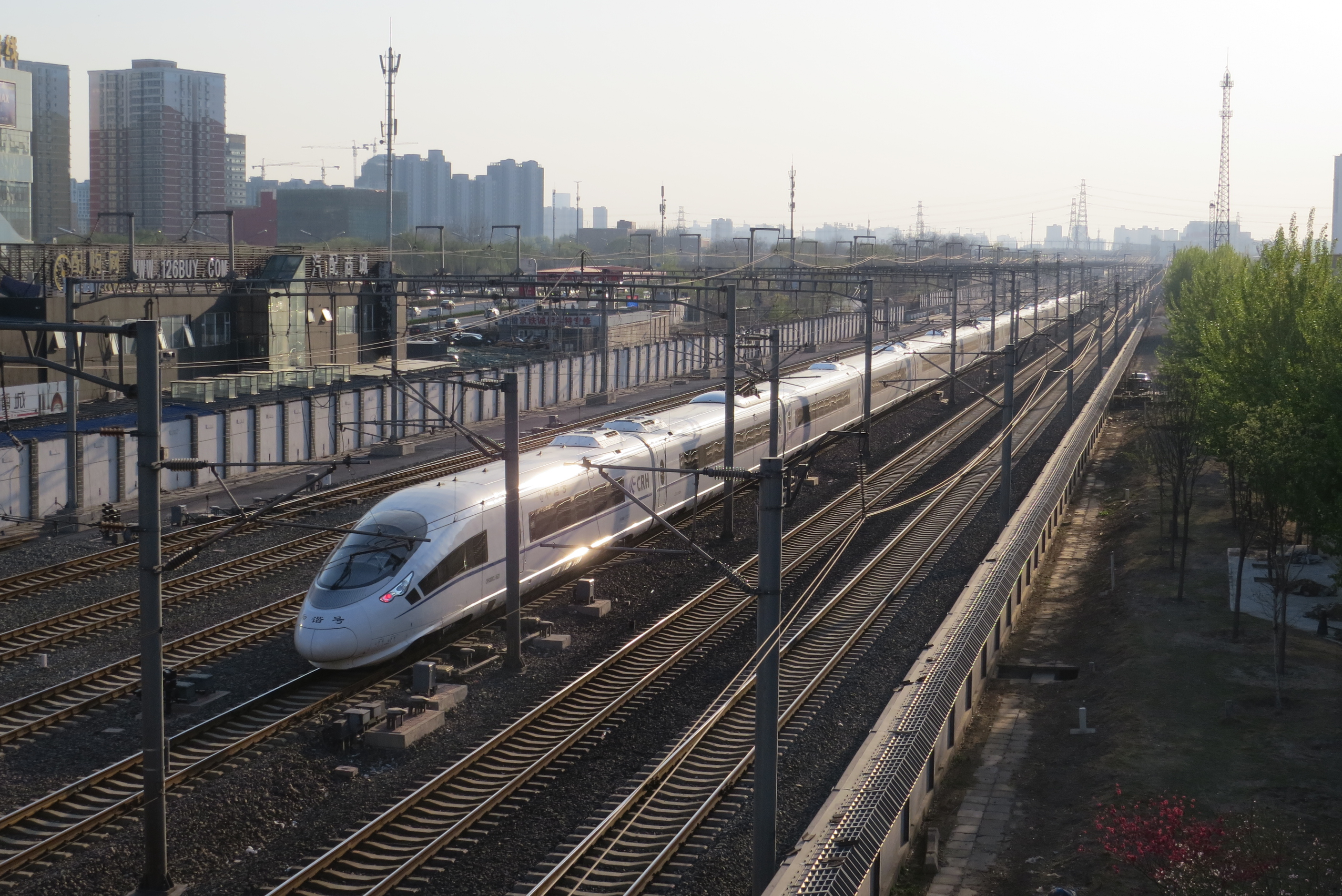
京沪高铁动车组列车有时使用CRH380CL担当
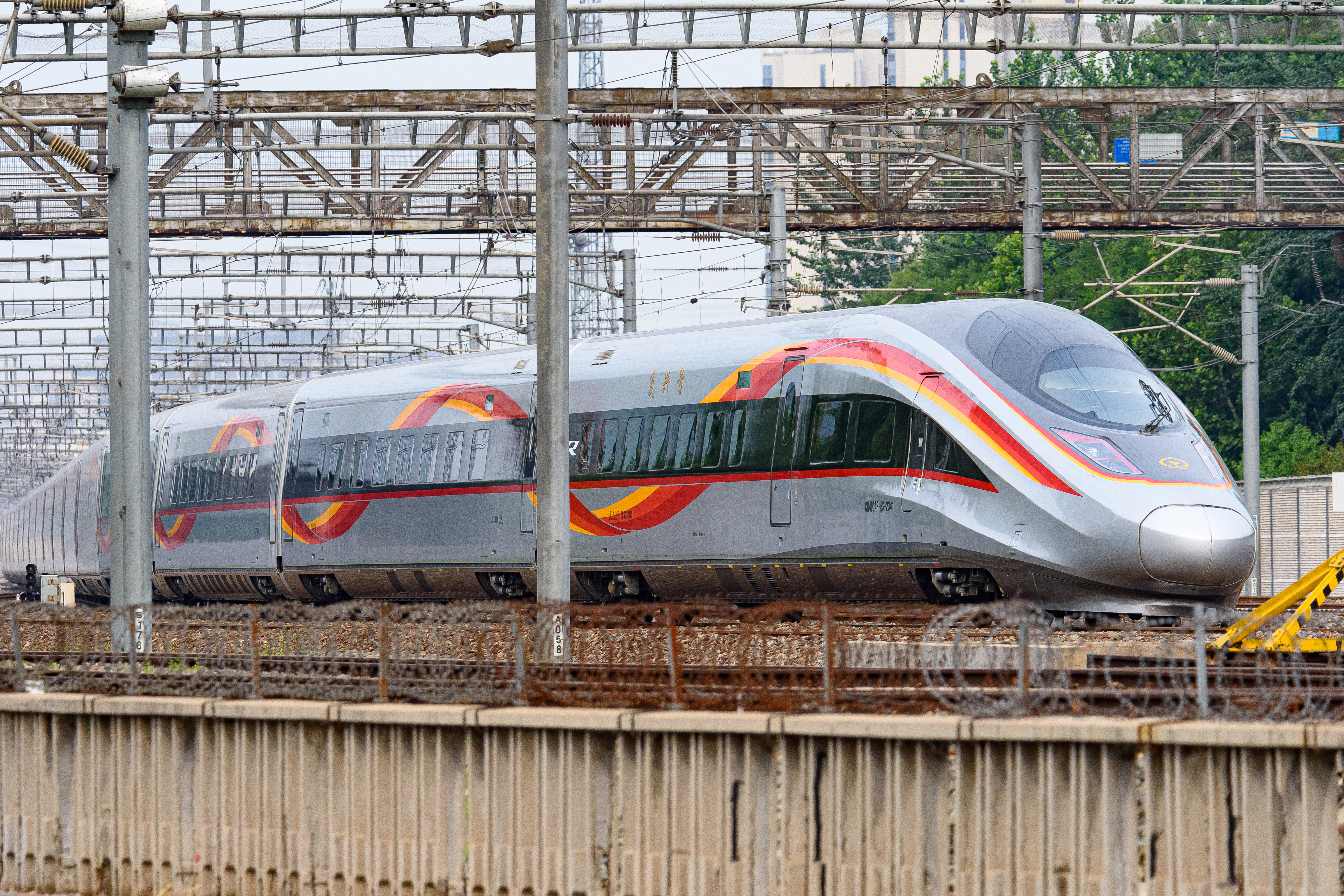
CR400AF-BS担当的G111次列车驶出北京南站
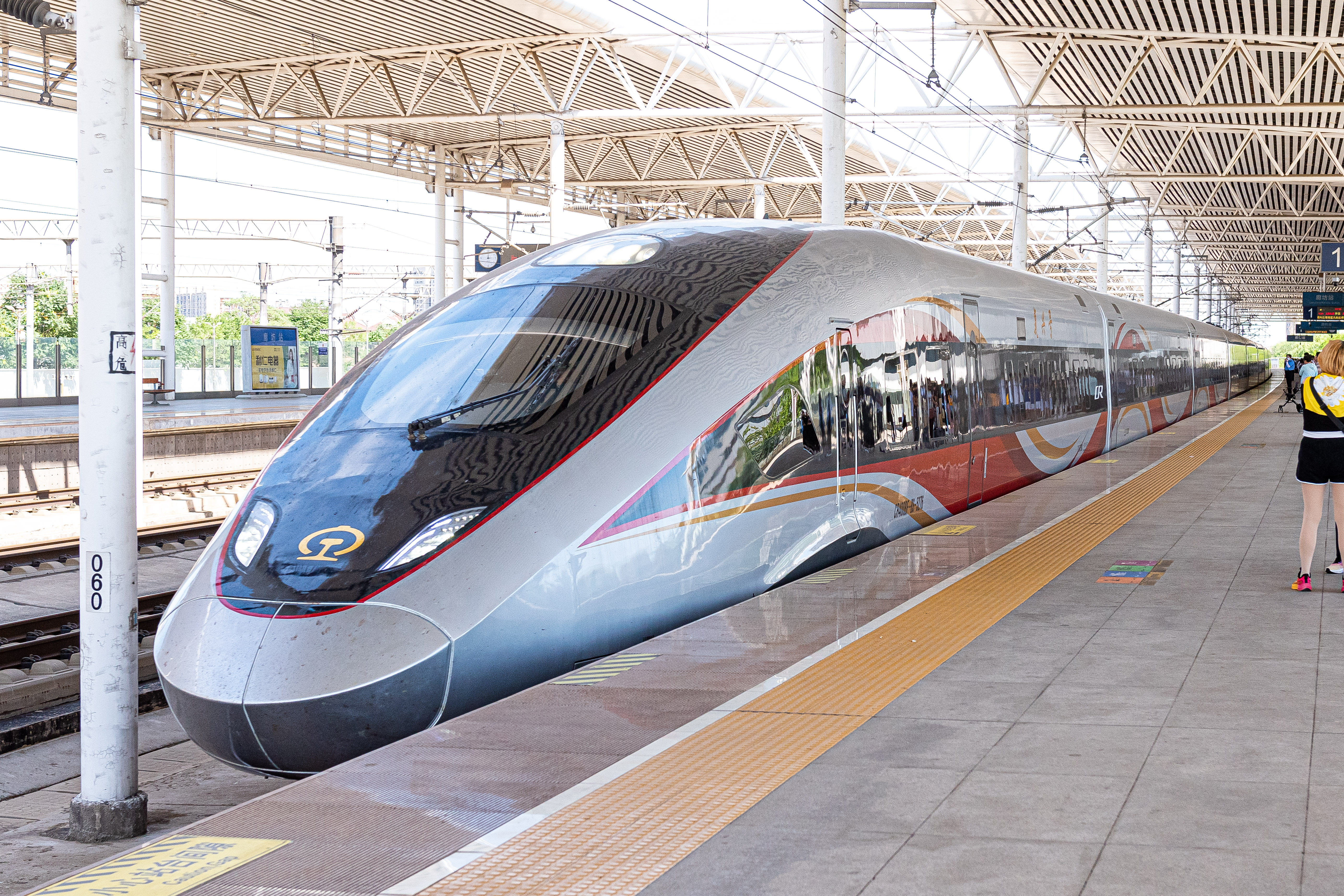
使用CR400BF-BS、开往北京南站的G116次列车于廊坊站
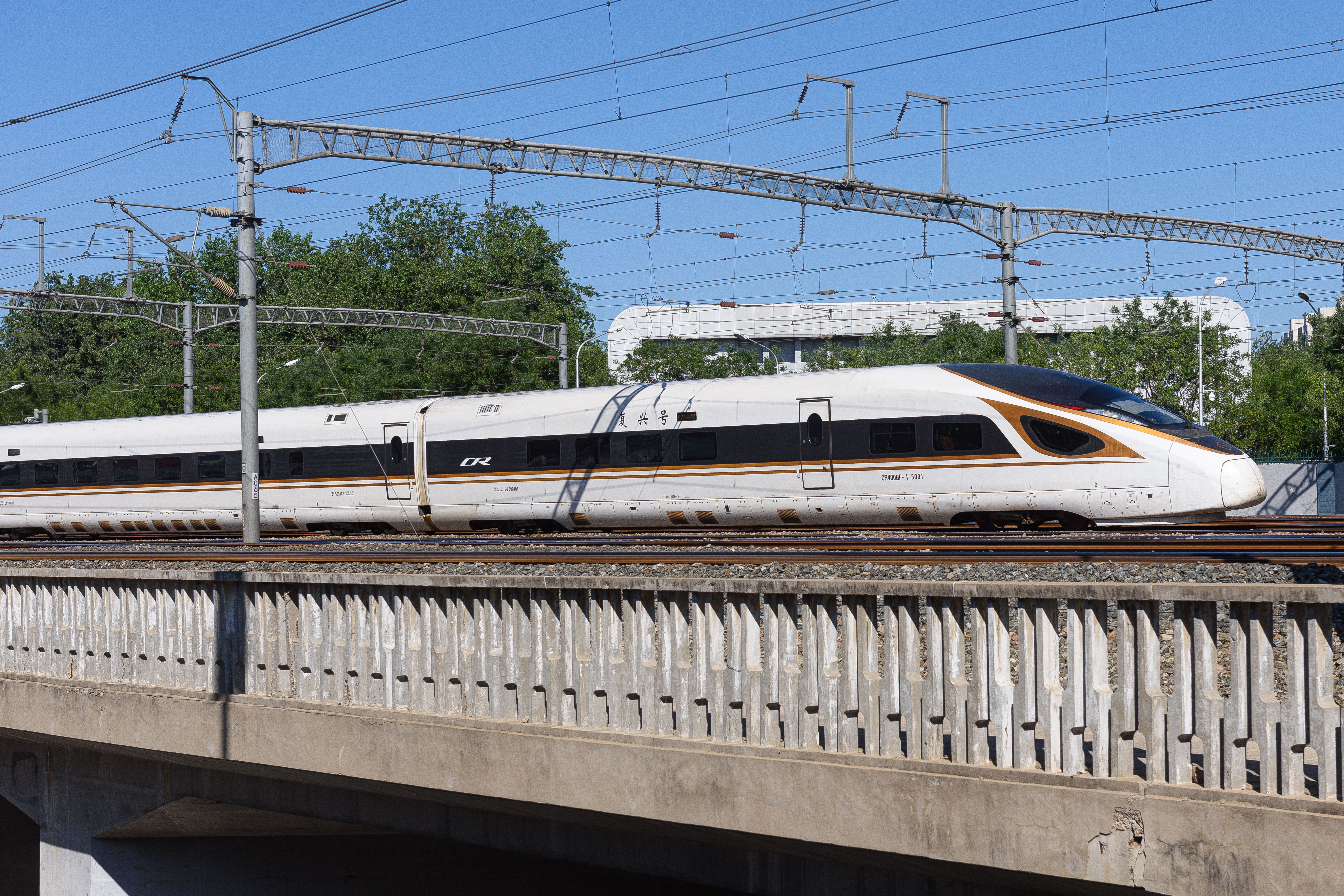
G19次列车驶出北京南站
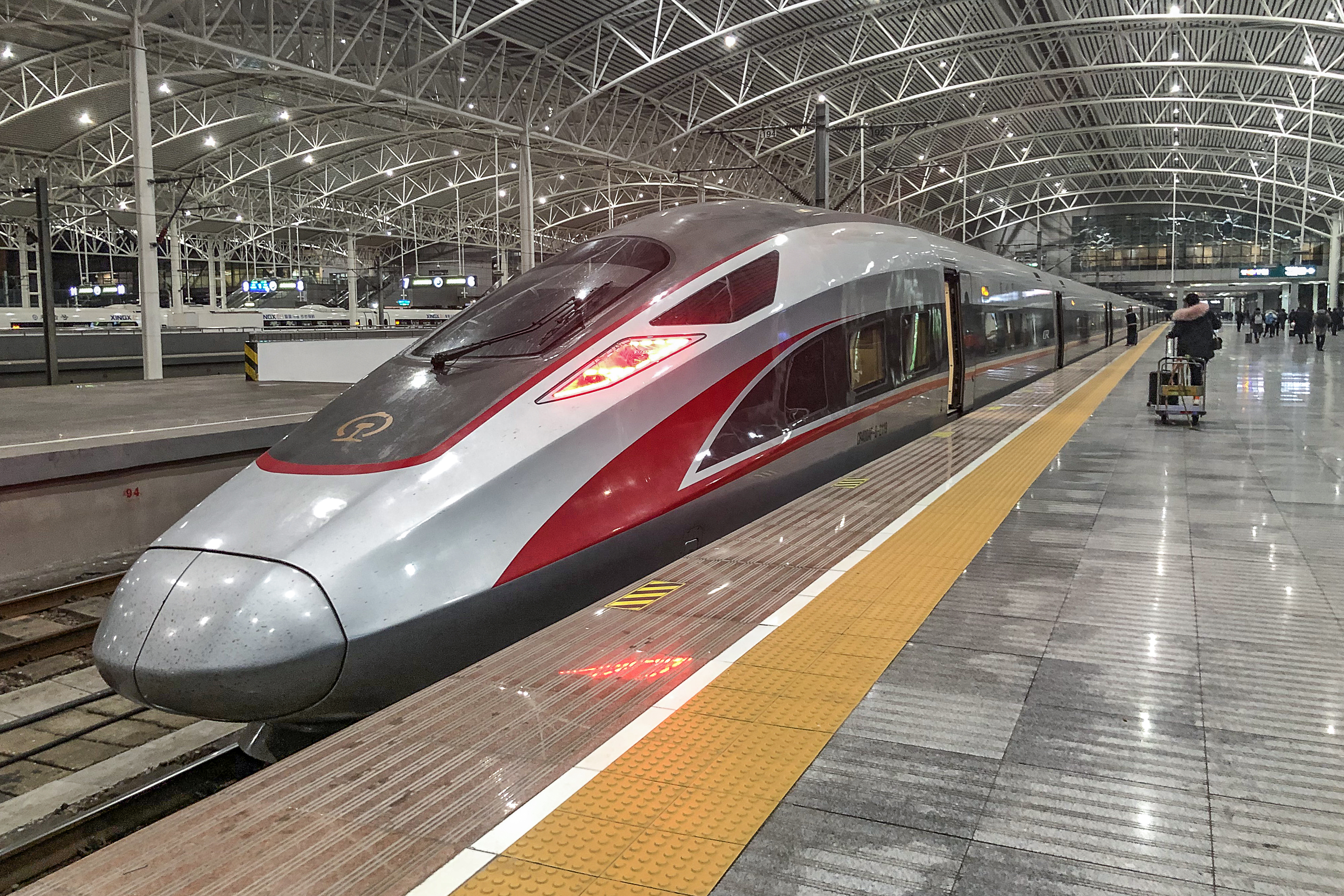
使用CR400AF-B的G21次列车终到上海站1站台
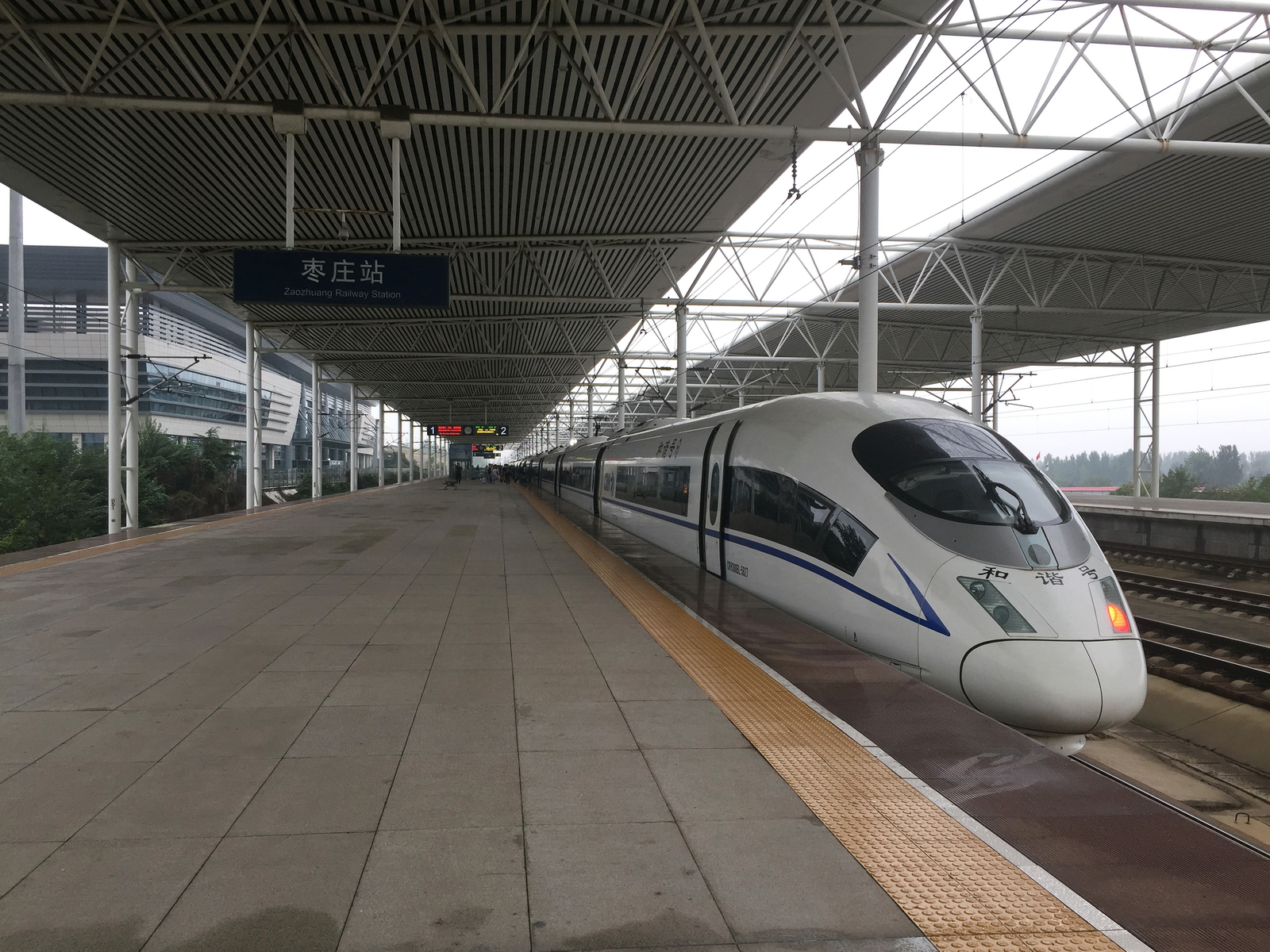
G121次列车于枣庄站
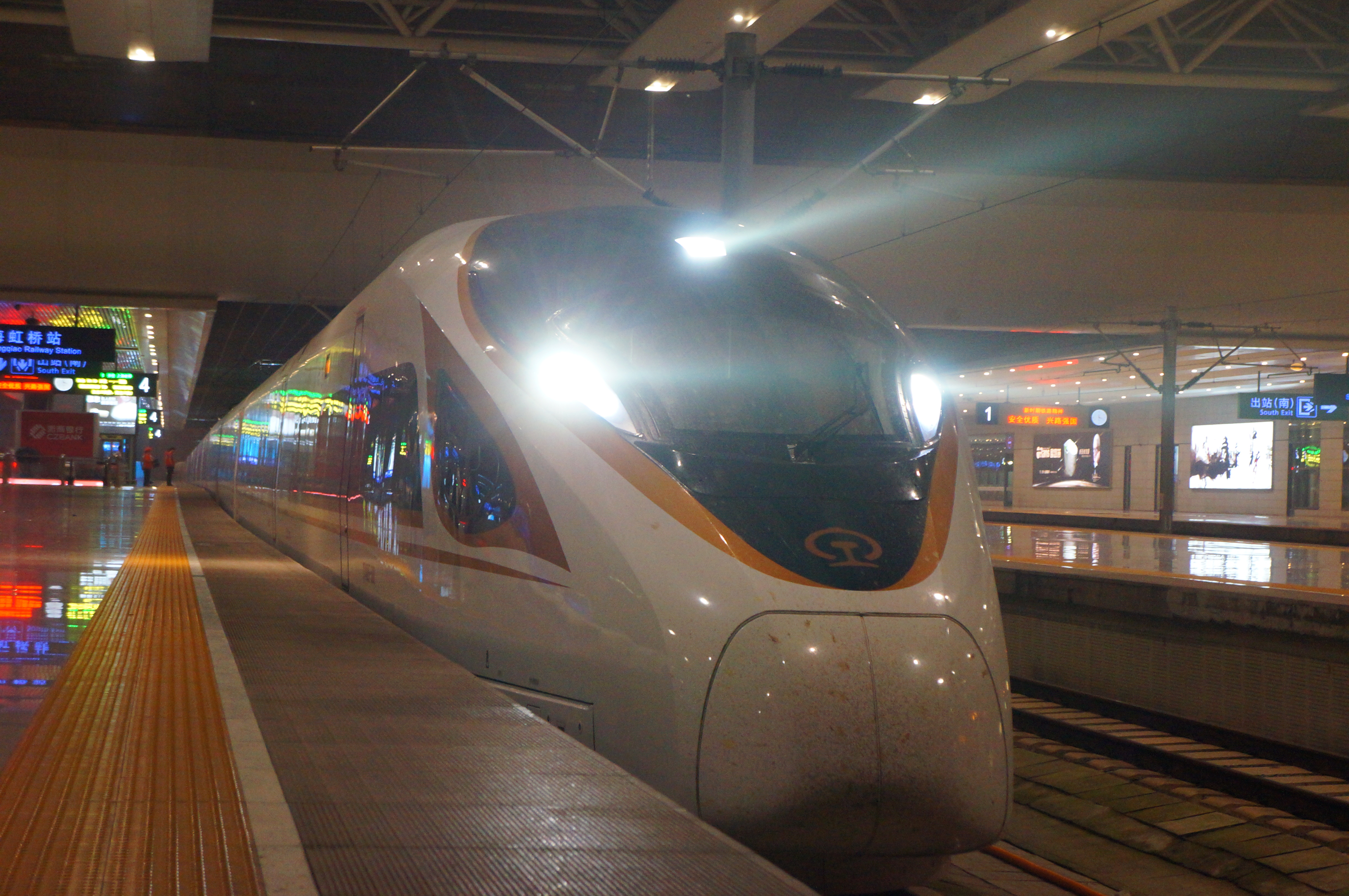
CR400BF担当的G155次列车进入上海虹桥站
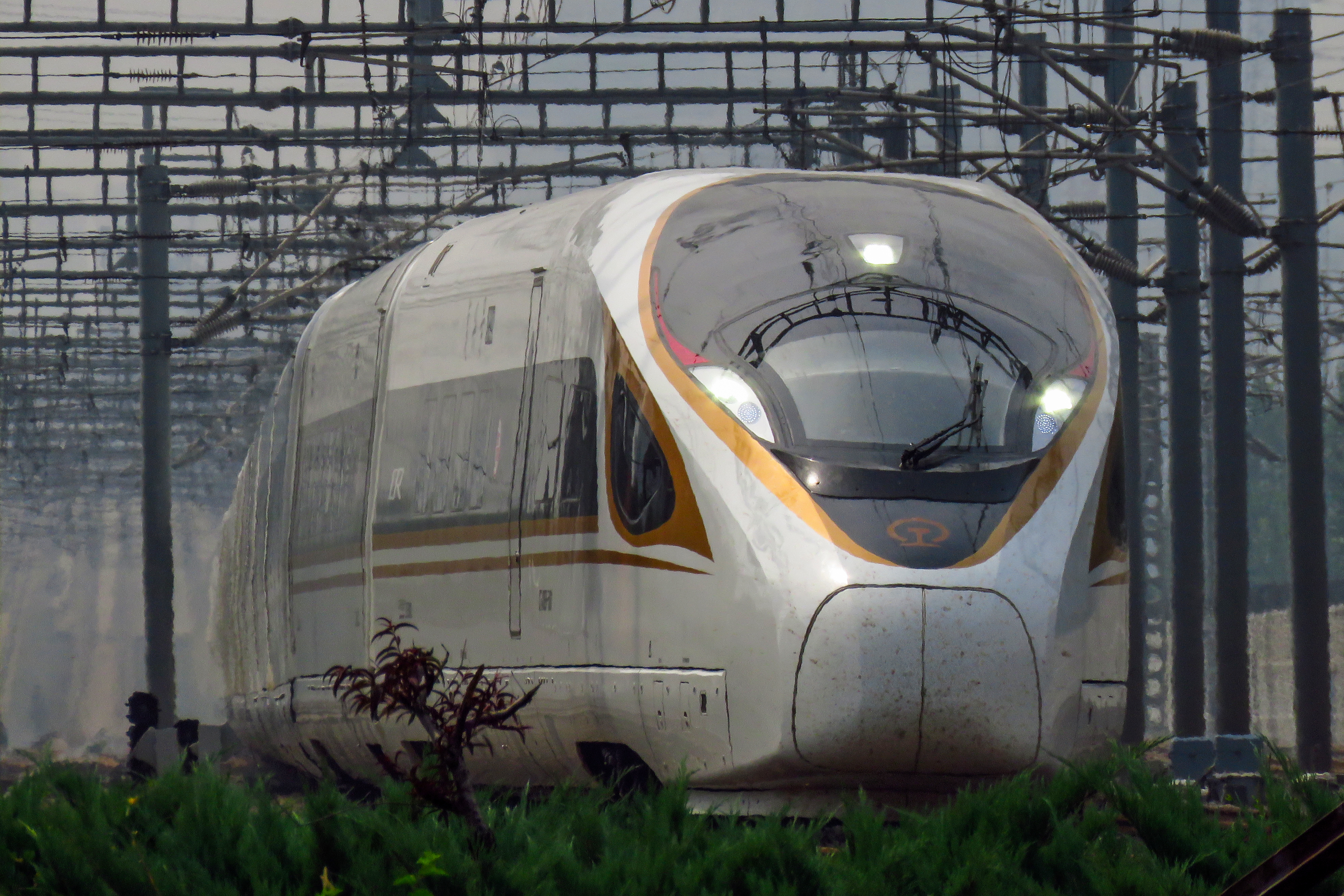
CR400BF担当的G2次列车
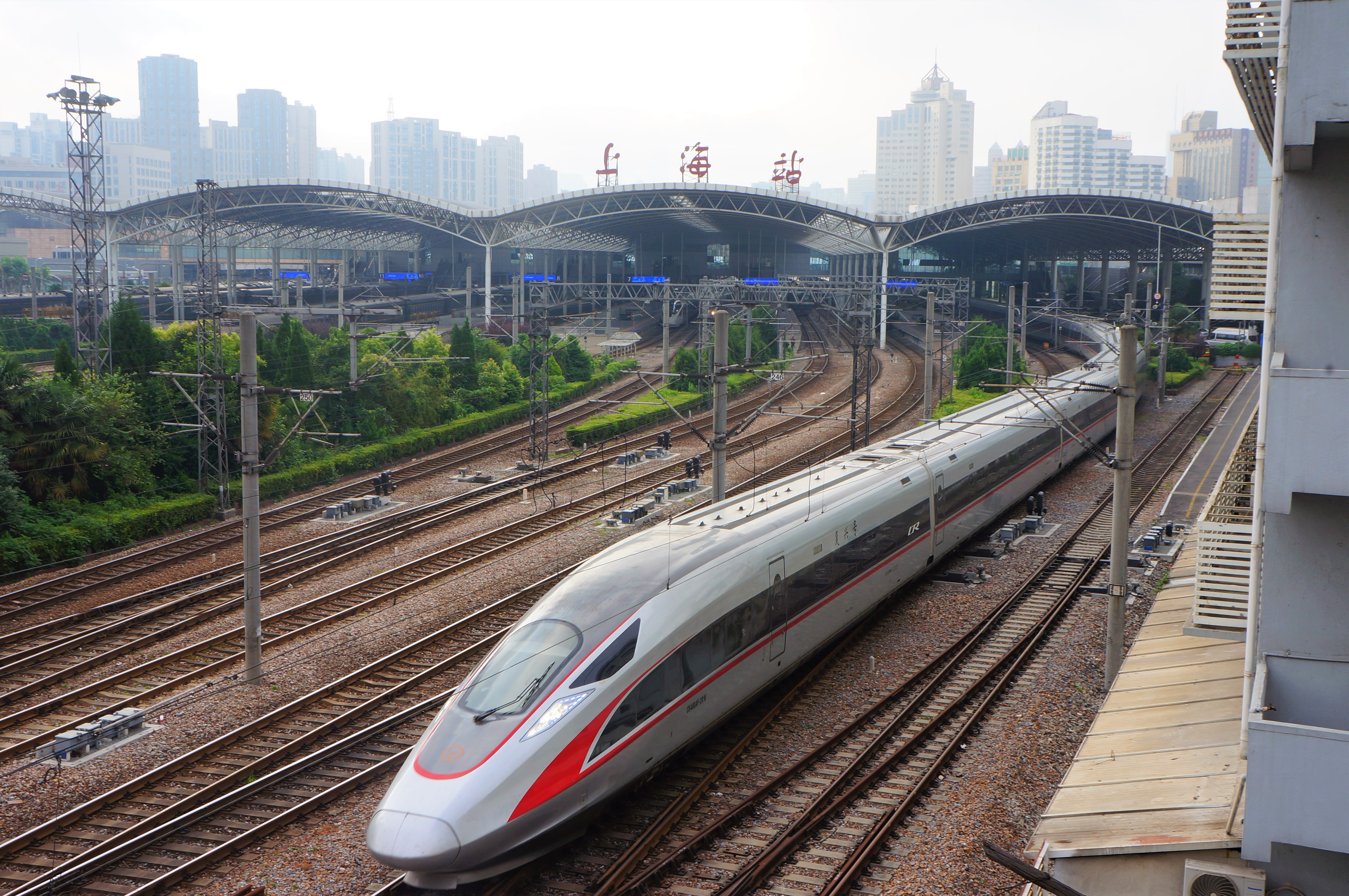
上海站始发的G6次列车出站
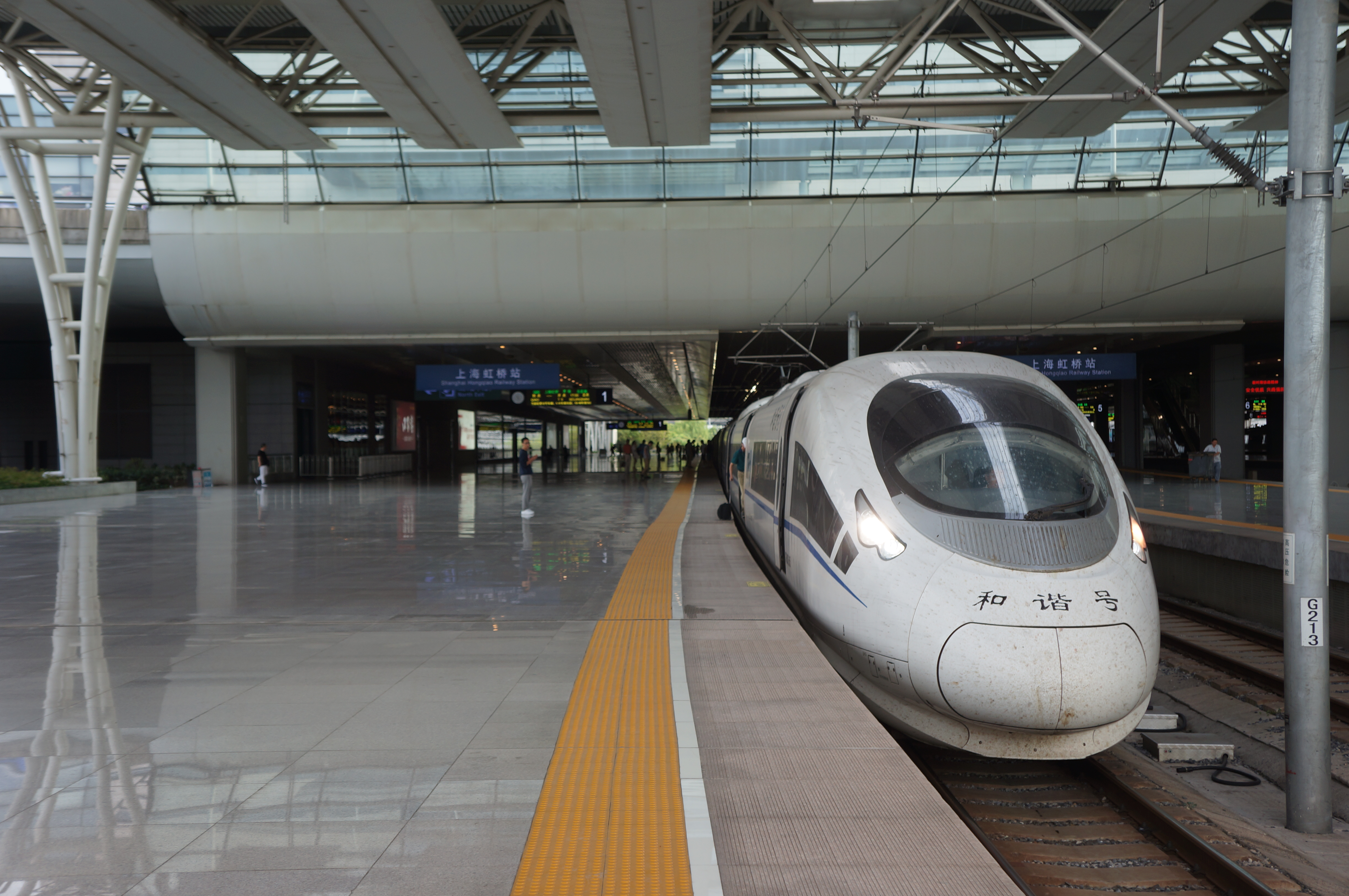
京沪间运行时间最短的G22次列车在上海虹桥站
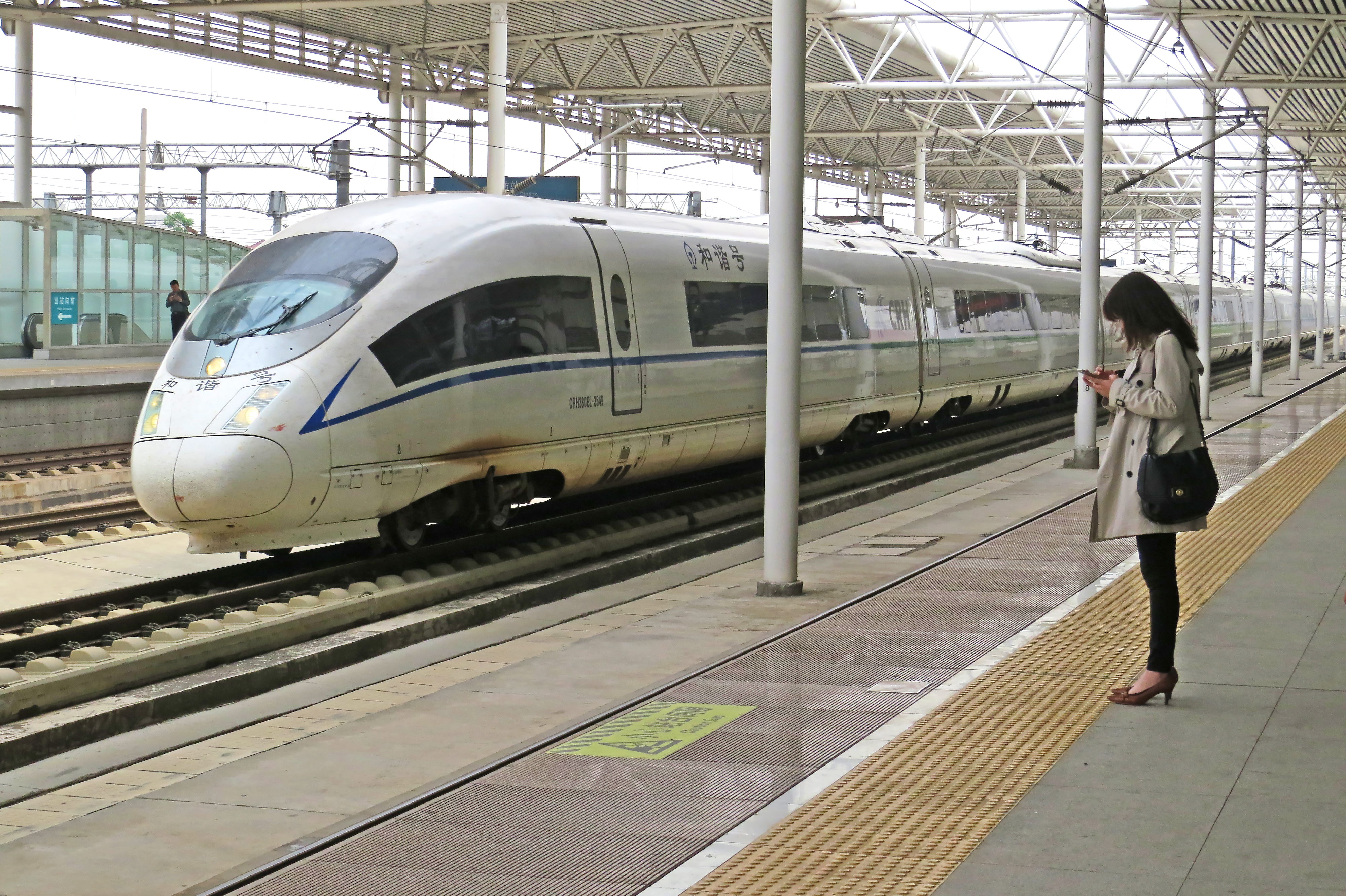
G102次列车是京沪全程上行车中开点最早的一班
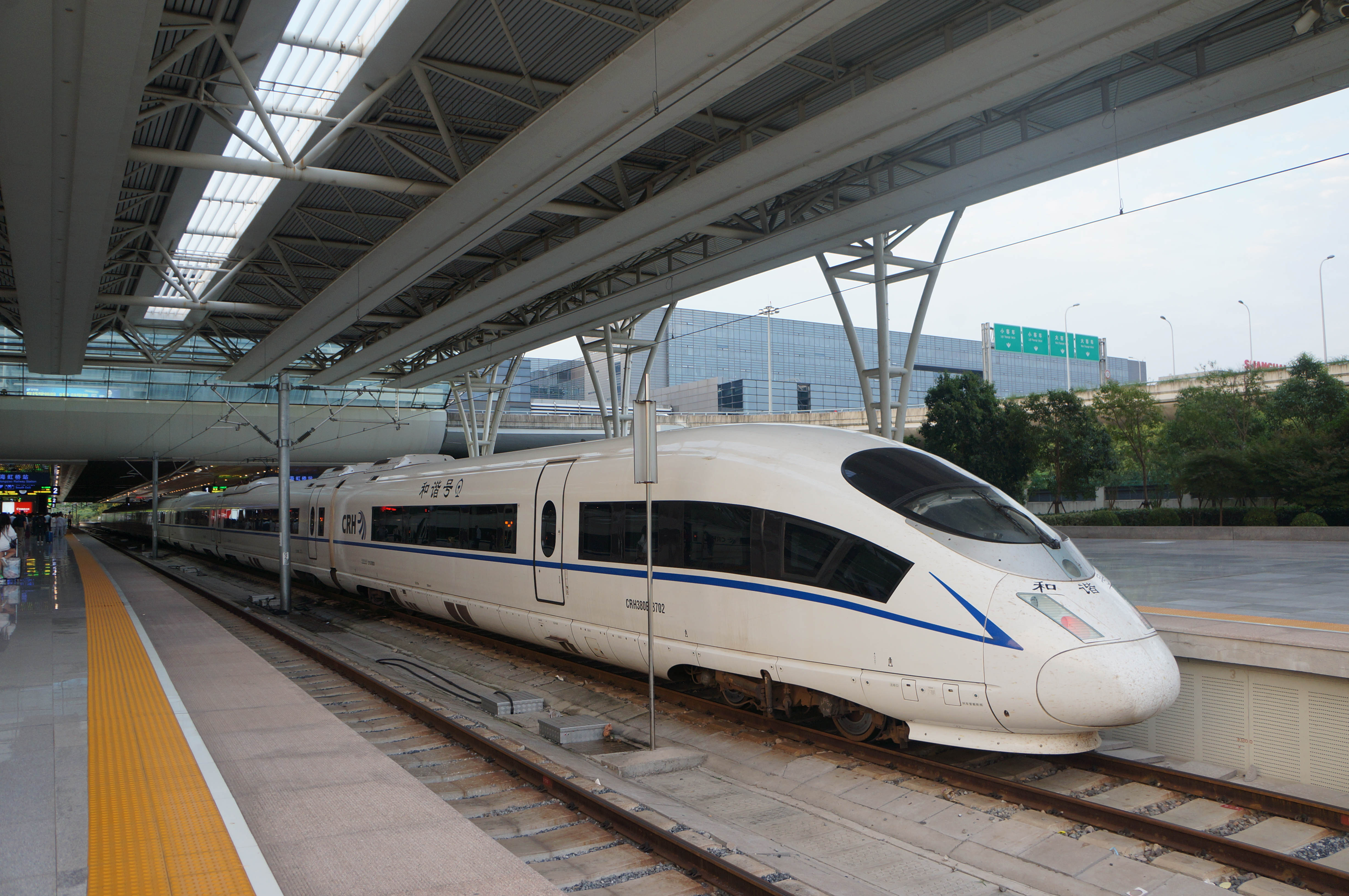
G160次列车是京沪全程上行车中到点最晚的一班，2016年5月15日加开的G8次列车曾将最晚到点推后20分钟，但2018年7月后G160次列车再次成为最晚到达的班次

## 事件
2021年10月28日下午，G14次列车一名乘务人员被认定新冠肺炎确诊病例的密切接触者。列车行程因此中断，停靠济南西站后，该名乘务员及211名次密接人员被转运至集中隔离点进行医学观察。
2023年3月28日，中华民国前总统马英九访问中国大陆，由台湾桃园国际机场启程，乘机前往上海。马英九抵达上海浦东国际机场后，随即前往上海虹桥站，乘坐G28次高铁列车前往南京南站。